# Leichtathletik-Weltmeisterschaften 2013/Teilnehmer (Barbados)
| Gelbes Symbol für Goldmedaillen mit stilisierten Olympischen Ringen | Graues Symbol für Silbermedaillen mit stilisierten Olympischen Ringen | Braundes Symbol für Bronzemedaillen mit stilisierten Olympischen Ringen |
| ------------------------------------------------------------------- | --------------------------------------------------------------------- | ----------------------------------------------------------------------- |
| —                                                                   | —                                                                     | —                                                                       |

Der Leichtathletik-Verband aus Barbados stellte zwei Teilnehmerinnen und sieben Teilnehmer bei den Leichtathletik-Weltmeisterschaften 2013 in der russischen Hauptstadt Moskau.

## Ergebnisse

### Männer

#### Laufdisziplinen
| Athlet                                                                | Disziplin    | Vorlauf    | Vorlauf | Halbfinale         | Halbfinale         | Finale             | Finale             |
| Athlet                                                                | Disziplin    | Zeit       | Platz   | Zeit               | Platz              | Zeit               | Platz              |
| --------------------------------------------------------------------- | ------------ | ---------- | ------- | ------------------ | ------------------ | ------------------ | ------------------ |
| Ramon Gittens                                                         | 100 m        | 10,19 s    | 19      | 10,31 s            | 21                 | nicht qualifiziert | nicht qualifiziert |
| Andrew Hinds                                                          | 100 m        | 10,38 s    | 37      | nicht qualifiziert | nicht qualifiziert | nicht qualifiziert | nicht qualifiziert |
| Ryan Brathwaite                                                       | 110 m Hürden | 13,40 s    | 11      | 13,64 s            | 14                 | nicht qualifiziert | nicht qualifiziert |
| Greggmar Swift                                                        | 110 m Hürden | 13,79 s    | 27      | nicht qualifiziert | nicht qualifiziert | nicht qualifiziert | nicht qualifiziert |
| Shane Brathwaite Levi Cadogan Ackeem Forde Ramon Gittens Andrew Hinds | 4 × 100 m    | 38,94 s NR | 15      |                    |                    | nicht qualifiziert | nicht qualifiziert |

### Frauen

#### Laufdisziplinen
| Athletin       | Disziplin    | Vorlauf | Vorlauf | Halbfinale         | Halbfinale         | Finale             | Finale             |
| Athletin       | Disziplin    | Zeit    | Platz   | Zeit               | Platz              | Zeit               | Platz              |
| -------------- | ------------ | ------- | ------- | ------------------ | ------------------ | ------------------ | ------------------ |
| Sade Sealy     | 400 m        | 55,45 s | 34      | nicht qualifiziert | nicht qualifiziert | nicht qualifiziert | nicht qualifiziert |
| Kierre Beckles | 100 m Hürden | 13,47 s | 31      | nicht qualifiziert | nicht qualifiziert | nicht qualifiziert | nicht qualifiziert |